# Iglesia de Santa María de Jesús (La Valeta)
La Iglesia Franciscana de Santa María de Jesús es una iglesia en La Valeta, Malta, que está dedicada a Santa María de Jesús y es atendida por la orden religiosa de los Frailes Menores. Llegó a ser conocido popularmente por los malteses como Ta' Ġieżu. Ta' Ġieżu es una corrupción local de Ta' Ġesù (de Jesús).

## Historia
En 1571 se concedió a los Frailes Menores un terreno en La Valeta para construir una iglesia. Las obras comenzaron poco después, siguiendo el diseño de Girolamo Cassar. La fachada fue reemplazada en 1680 por Mederico Blondel. Numerosos grandes maestros contribuyeron generosamente al embellecimiento de la iglesia que ahora alberga varias obras de arte.

## Descripción
La atracción principal es sin duda el impresionante Crucifijo Milagroso (en maltés: Il-Kurċifiss Mirakuluż), obra del fraile siciliano Innocenzo da Petralia Sottana hacia 1630. Inmediatamente atrajo la atención de la gente. Acompañando al crucifijo hay una pintura de Nuestra Señora de los Dolores de Stefano Erardi.
El cuadro titular es obra del artista siciliano Antonio Catalano. Está fechado en 1600 y representa la Visitación de Nuestra Señora a Santa Isabel.
La iglesia alberga la tumba del Beato Nazju Falzon (1813–1865), un clérigo diocesano muy venerado por los malteses, que enseñó el catecismo católico a los marineros británicos estacionados en Malta.
El edificio de la iglesia figura en el Inventario Nacional de Bienes Culturales de las Islas Maltesas.

## Galería

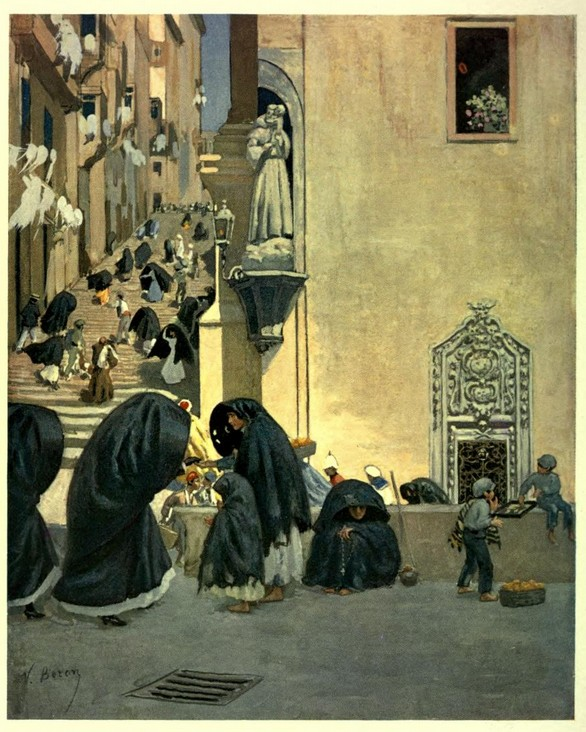
La iglesia en una ilustración de 1910
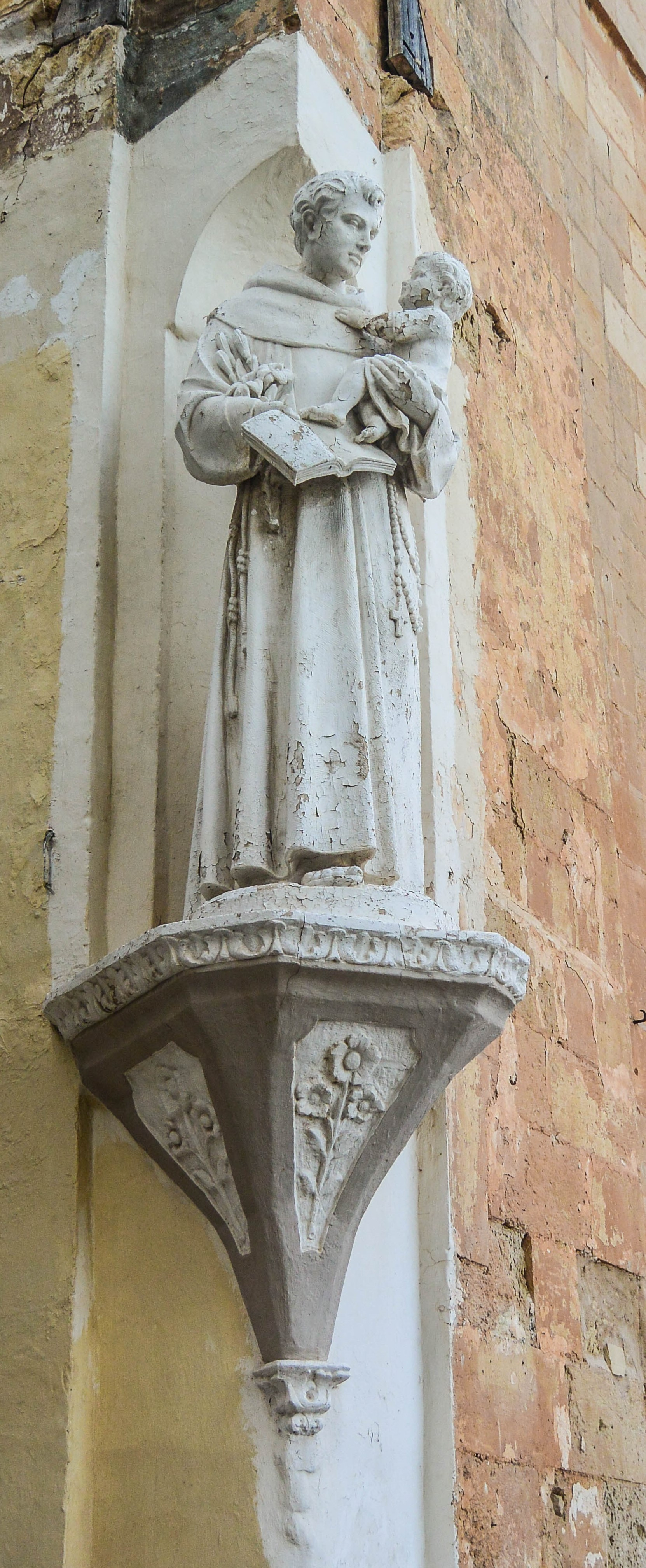
Estatua de san Antonio
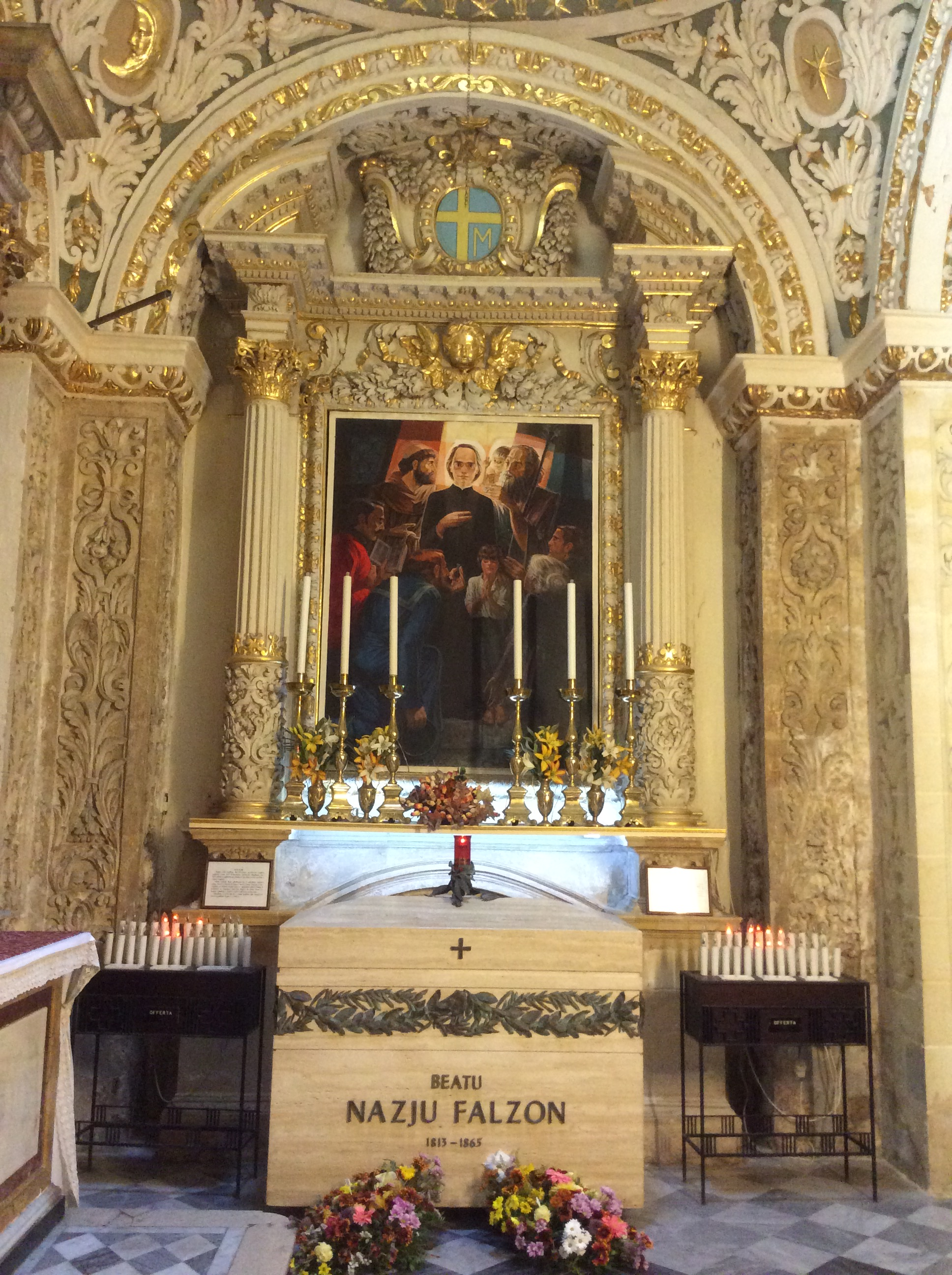
Altar mayor
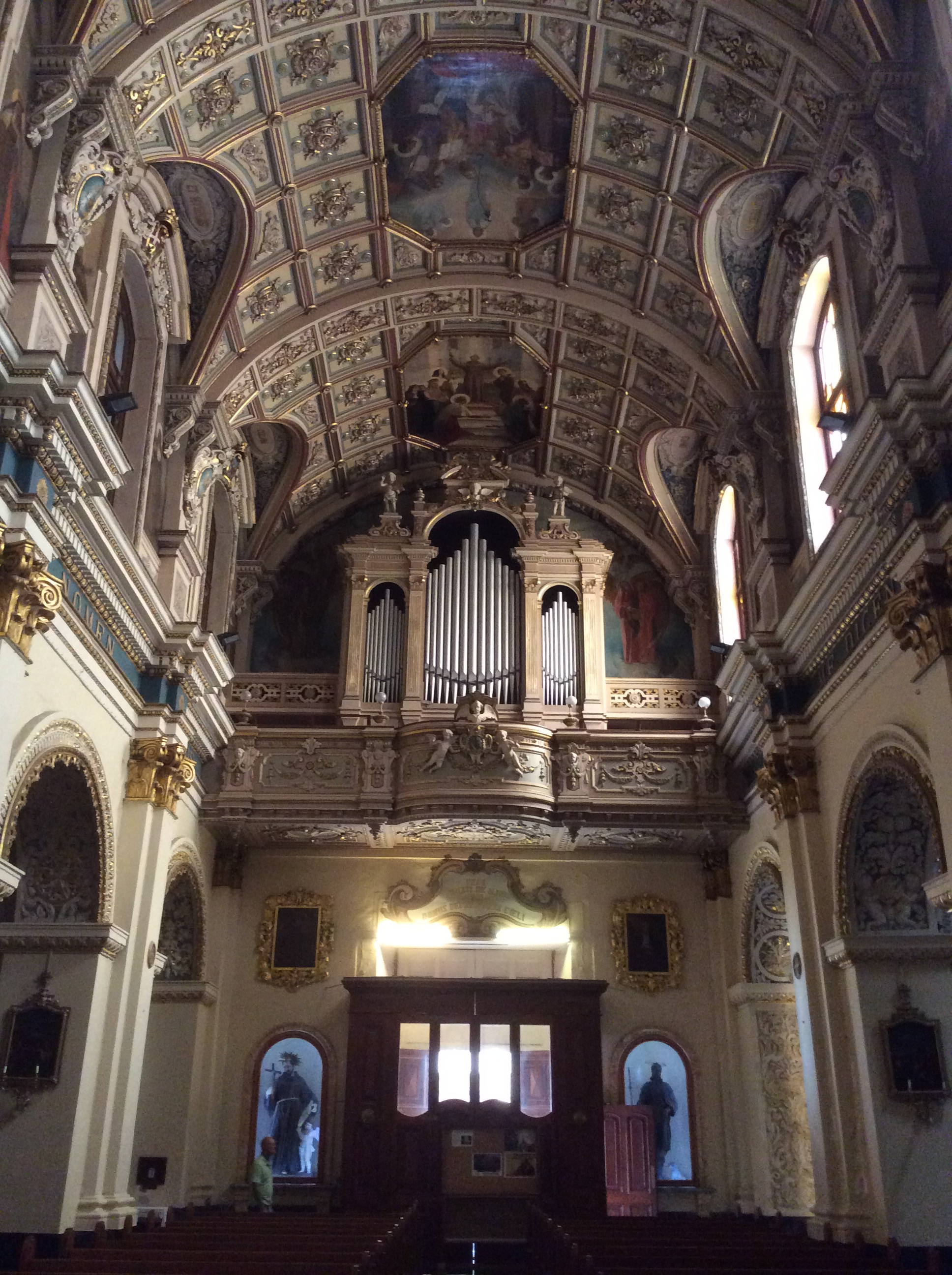
El órgano